# جيري دوفر
جيري دوفر (16 أكتوبر 1949 - 17 مارس 2000) (بالإنجليزية: Jerry Dover)‏ هو لاعب كرة سلة أمريكي في مركز هجوم خلفي.

## وصلات خارجية
- جيري دوفر على موقع سبورتس رفرنس (الإنجليزية)
- جيري دوفر على موقع بروبوليرز (الإنجليزية)